# Juvêncio da Fonseca
Juvêncio César da Fonseca GOMM (Campo Grande, 21 de setembro de 1935 — Campo Grande, 14 de dezembro de 2019) foi um administrador, empresário, advogado e político brasileiro filiado ao Partido da Social Democracia Brasileira (PSDB).
Juvêncio era casado com Sueli Brandão da Fonseca.

## Biografia

### Formação acadêmica e início na vida pública
Formado em administração pela Universidade de São Paulo (USP),[carece de fontes?] Juvêncio foi o secretário estadual de Educação de Mato Grosso do Sul entre janeiro e novembro de 1980.

### Mandatos eletivos
Juvêncio foi eleito vereador em 1983 e seguiu na vereança até 1985, quando candidatou-se à prefeitura de Campo Grande. Foi eleito, e comandou a cidade por dois mandatos.

### Crescimento na carreira político-eleitoral
Foi eleito senador por Mato Grosso do Sul em 1998 com 384.264 votos (22,06% dos válidos, à época), tendo exercido o mandato até 31 de janeiro de 2007.
Em 2001, Juvêncio foi admitido pelo presidente Fernando Henrique Cardoso à Ordem do Mérito Militar no grau de Comendador especial. Em 2006, foi promovido ao grau de Grande-Oficial pelo presidente Luiz Inácio Lula da Silva.
Veio, depois, a ser um assessor especial do então governador André Puccinelli (PMDB).

### Filiações partidárias
Já integrou o PMDB, o PDT, o PFL (o atual Democratas) e terminou sua carreira no PSDB.